# Wixoe
Wixoe – wieś w Anglii, w hrabstwie Suffolk, w dystrykcie West Suffolk. Leży 45 km na zachód od miasta Ipswich i 76 km na północny wschód od Londynu. Miejscowość liczy 140 mieszkańców.